# Forcipomyia collinsi
Forcipomyia collinsi är en tvåvingeart som beskrevs av Lane 1977. Forcipomyia collinsi ingår i släktet Forcipomyia och familjen svidknott.
Artens utbredningsområde är Etiopien. Inga underarter finns listade i Catalogue of Life.